# Claraeola
Claraeola är ett släkte av tvåvingar. Claraeola ingår i familjen ögonflugor.

## Dottertaxa tillClaraeola, i alfabetisk ordning[1][2]
- Claraeola adventitia
- Claraeola agnosta
- Claraeola alata
- Claraeola amica
- Claraeola anorhaebus
- Claraeola celata
- Claraeola clavata
- Claraeola colossus
- Claraeola conjuncta
- Claraeola crassula
- Claraeola cyclohirta
- Claraeola cypriota
- Claraeola discors
- Claraeola erinys
- Claraeola francoisi
- Claraeola freyi
- Claraeola gigantea
- Claraeola gigas
- Claraeola halterata
- Claraeola koreana
- Claraeola melanostola
- Claraeola nigripennis
- Claraeola oppleta
- Claraeola palgongsana
- Claraeola perpaucisquamosa
- Claraeola robusta
- Claraeola sicilis
- Claraeola spargosis
- Claraeola spinosa
- Claraeola suranganiensis
- Claraeola totoniger
- Claraeola yingka